# Hear Me (EP)
«Hear Me» (en español: «Escúchame») es el quinto Extended Play de la banda estadounidense de Indie rock Imagine Dragons. Fue lanzado el 25 de noviembre de 2012 por medio de KIDinaKORNER e Interscope Records en Europa, luego del lanzamiento de su álbum debut, «Night Visions», a modo de promocionarlo en esa región, mientras que su trabajo previo, «Continued Silence», fue distribuido en Norteamérica. El EP muestra a «Hear Me» como la canción principal, acompañada de tres temas de «Night Visions».

## Lanzamiento y promoción
«Hear Me EP» fue anunciado por primera vez el 27 de octubre de 2012. El productor de Imagine Dragons, Alex Da Kid, anunció el lanzamiento del EP en Twitter. Una muestra del EP, con una duración de 2 minutos y 13 segundos fue publicada en línea después. Para promover aún más el lanzamiento del EP, la banda ideó una competición en la que los aficionados pudieran recibir copias gratuitas en CD del sencillo «Hear Me», firmado por los cuatro miembros de la banda.

### Sencillos
«Hear Me» fue lanzado como el primer sencillo de «Nights Visions» en el Reino Unido e Irlanda, mientras que «It's Time» sirvió como el primer sencillo en otras regiones, incluyendo el resto de Europa.

## Lista de canciones
| Hear Me: Descarga digital |               |          |  |
| N.º                       | Título        | Duración |  |
| 1.                        | «Hear Me»     | 3:55     |  |
| 2.                        | «Radioactive» | 3:06     |  |
| 3.                        | «Amsterdam»   | 4:01     |  |
| 4.                        | «The River»   | 3:23     |  |
| 14:25                     |               |          |  |

## Créditos
Adaptado del booklet de «Nights Visions». Todas las canciones son interpretadas por Imagine Dragons.
Hear Me
- Escrito por Dan Reynolds, Wayne Sermon y Ben McKee.
- Producido por Imagine Dragons.
- Publicado por KIDinaKORNER / Universal.
- Grabado por Robert Root en “Battle Born Studio”.
- Mezclado por Josh Mosser para KIDinaKORNER en “Westlake Studios”.
- Asistente de Mezcla: Will Brierre.
- Masterizado por Joe LaPorta en “The Lodge”.

℗ 2012 KIDinaKORNER/Interscope Records
Radioactive
- Escrito por Dan Reynolds, Wayne Sermon, Ben McKee, Alex Da Kid y Josh Mosser.
- Producido por Alex Da Kid para KIDinaKORNER.
- Publicado por KIDinaKORNER / Universal, Songs of Universal, Inc. (BMI) o/b/o Alexander Grant.
- Grabado por Josh Mosser en “Westlake Studios” para KIDinaKORNER.
- Guitarra Adicional por J Browz para KIDinaKORNER.
- Mezclado por Manny Marroquin en “Larrabee Studios”.
- Masterizado por Joe LaPorta en “The Lodge”.

℗ 2012 KIDinaKORNER/Interscope Records
Amsterdam
- Escrito por Dan Reynolds, Wayne Sermon y Ben McKee.
- Producido por Brandon Darner e Imagine Dragons.
- Publicado por KIDinaKORNER / Universal.
- Grabado por Mark Everton Gray en “The Studio at the Palms”.
- Mezclado por Mark Needham en “The Ballroom Studio”.
- Asistente de Mezcla: Will Brierre.
- Masterizado por Joe LaPorta en “The Lodge”.

℗ 2012 KIDinaKORNER/Interscope Records
The River
- Escrito por Dan Reynolds, Wayne Sermon y Ben McKee.
- Producido por Brandon Darner e Imagine Dragons.
- Publicado por KIDinaKORNER / Universal.
- Grabado por Mark Everton Gray en “The Studio at the Palms”.
- Mezclado por Mark Needham en “The Ballroom Studio”.
- Asistente de Mezcla: Will Brierre.
- Masterizado por Joe LaPorta en “The Lodge”.

℗ 2012 KIDinaKORNER/Interscope Records
Imagine Dragons
- Dan Reynolds: Voz (en todas las canciones).
- Wayne Sermon: Guitarra (en todas las canciones).
- Ben McKee: Bajo (en todas las canciones) y sintetizador (en «Radioactive»).
- Daniel Platzman: Batería (en todas las canciones) y Caja de ritmos (en «Radioactive»).

Músicos Adicionales
- Andrew Tolman: Batería (en «Hear Me», «Amsterdam» y «The River»).
- Brittany Tolman: Voz y Teclados (en «Hear Me», «Amsterdam» y «The River»).

## Historial de lanzamientos
| País        | Fecha                   | Formato             | Discográfica       |
| ----------- | ----------------------- | ------------------- | ------------------ |
| Irlanda     | 25 de noviembre de 2012 | CD Descarga digital | Interscope Records |
| Reino Unido | 25 de noviembre de 2012 | CD Descarga digital | Interscope Records |